# Raffaele Di Maggio
Raffaele Di Maggio (Partinico, 23 giugno 2001) è un atleta paralimpico italiano, specializzato nella velocità.

## Record nazionali
- 100 m piani T20: 10"93 ( Brisbane, 15 ottobre 2019)
- 200 m piani indoor T20: 22"53 ( Ancona, 24 marzo 2019)
- Staffetta 4 × 100 m: 43"26 (2019)
- Staffetta 4 × 200 m indoor: 1'35"69 (2018)
- Staffetta 4 × 200 m indoor (società): 1'39"28 (2020)
- Staffetta 4 × 400 m: 3'31"05 (2018)
- Staffetta 4 × 400 m (società): 3'36"68 (2017)
- Staffetta 4 × 400 m indoor: 3'35"09 (2018)
- Staffetta 4 × 400 m indoor (società): 3'44"82 (2017)

## Palmarès
| Anno | Manifestazione       | Sede     | Evento          | Risultato | Prestazione | Note                          |  |
| ---- | -------------------- | -------- | --------------- | --------- | ----------- | ----------------------------- |  |
| 2018 | Europei paralimpici  | Berlino  | 400 m piani T20 | Argento   | 50"86       |                               |  |
| 2019 | INAS Global Games    | Brisbane | 100 m piani     | Oro       | 10"93       | Record nazionale              |  |
| 2019 | INAS Global Games    | Brisbane | 200 m piani     | Argento   | 22"72       |                               |  |
| 2019 | INAS Global Games    | Brisbane | 4 × 100 m       | Oro       | 43"26       | Record mondiale               |  |
| 2019 | INAS Global Games    | Brisbane | 4 × 400 m       | Bronzo    | 3'32"19     |                               |  |
| 2019 | Mondiali paralimpici | Dubai    | 400 m piani T20 | Batteria  | 50"21       | Miglior prestazione personale |  |
| 2023 | Global Games         | Vichy    | 100 m piani II1 | Bronzo    | 11"01       |                               |  |
| 2023 | Global Games         | Vichy    | 4x100 piani II1 | Oro       | 43"47       |                               |  |
| 2023 | Global Games         | Vichy    | 200 m piani II1 | Bronzo    | 22"54       |                               |  |